# Paralephana umbrata
Paralephana umbrata är en fjärilsart som beskrevs av Griveaud och Pierre E.L. Viette 1961. Paralephana umbrata ingår i släktet Paralephana och familjen nattflyn. Inga underarter finns listade i Catalogue of Life.